# Wolfgang Hess (Synchronsprecher)
Wolfgang Hess (* 1. September 1937 in Zürich; † 27. April 2016) war ein Schweizer Schauspieler und Synchronsprecher. Bekanntheit erlangte Hess als deutschsprachige Synchronstimme von Bud Spencer in vielen von dessen Filmen.

## Leben
Wolfgang Hess war der Sohn des Schweizer Filmschauspielers Emil Hess (1889–1945) und dessen deutscher Ehefrau Elisabeth Ellinghaus. Bis gegen Ende des Zweiten Weltkrieges lebte er mit seinen Eltern, den beiden Brüdern Urs und Migg sowie der Halbschwester Ruth in Berlin. Dann evakuierte man die Familie nach Leutasch in Tirol. In den letzten Kriegstagen kamen sie in die Schweiz. Der Vater starb kurz nach der Ankunft in Zürich an einem Infekt.
Die vaterlose Familie nahm Wohnsitz im Universitätsquartier in Zürich in der Umgebung von anderen emigrierten, deutschsprachigen Schauspielern, die an der einzigen noch freien Bühne Europas eine Plattform gefunden hatten. Die Mutter übernahm später das Hotel „Mon Repos“ an der Universitätstrasse, in dem Schauspieler und Studenten ein und aus gingen. Nach Erlangung der eidgenössischen Maturität absolvierte Hess zunächst ein Bankpraktikum bei der SBG in Zürich, bevor er in München fünf Semester Theater- und Zeitungswissenschaft sowie Germanistik studierte. Es folgten Engagements an Theatern in München, Zürich und Stuttgart. Bekannter wurde Hess jedoch durch seine Reibeisenstimme, die er als Sprecher in zahllosen Spielfilmen, Fernsehserien, Hörspielen und Dokumentationen einsetzte. Neben Bud Spencer war er auch häufig für Marcello Mastroianni, El Hedi ben Salem, John Rhys-Davies, Charles Bronson, Michael Lonsdale und Michael Gambon zu hören.
Hess starb am 27. April 2016 im Alter von 78 Jahren. Die Trauerfeier fand auf dem Waldfriedhof in München statt. Zwei Monate später am 27. Juni 2016 starb Bud Spencer, dem Hess so oft wie kein anderer deutscher Synchronsprecher seine Stimme lieh.

## Filmografie (Auswahl)
- 1968: Frau Wirtin hat auch einen Grafen – Zöllner
- 1976: Ich will doch nur, daß ihr mich liebt – Bauleiter – Regie: Rainer Werner Fassbinder
- 1978: Unternehmen Rentnerkommune – Polizeieinsatzleiter in Folge 4 Aktion Blumenkübel

## Synchronrollen (Auswahl)
Bud Spencer
- 1971: Die rechte und die linke Hand des Teufels als Der Kleine
- 1972: Vier Fäuste für ein Halleluja als Der Kleine (1. Synchronfassung)
- 1972: Zwei Himmelhunde auf dem Weg zur Hölle als Salud
- 1973: Auch die Engel essen Bohnen als Charlie Smith
- 1973: Sie nannten ihn Plattfuß als Kommissar Rizzo alias Plattfuß
- 1974: Zwei Missionare als Pater Pedro
- 1974: Zwei wie Pech und Schwefel als Ben
- 1975: Plattfuß räumt auf als Kommissar Rizzo alias Plattfuß
- 1976: Zwei außer Rand und Band als Wilbur Walsh
- 1981: Zwei Asse trumpfen auf als Charlie O’Brien
- 1982: Banana Joe als Banana Joe
- 1982: Bud, der Ganovenschreck als Lieutenant Parker
- 1983: Zwei bärenstarke Typen als Doug O’Riordan alias Mason
- 1994: Die Troublemaker als Moses
- 2009: Mord ist mein Geschäft, Liebling als Pepe

John Rhys-Davies
- 1987: James Bond 007 – Der Hauch des Todes als General Leonid Pushkin
- 1997–1999: Sliders – Das Tor in eine fremde Dimension (Fernsehserie) als Prof. Maximilian Arturo
- 2001: Der Herr der Ringe: Die Gefährten als Gimli
- 2002: Der Herr der Ringe: Die zwei Türme als Baumbart/ Gimli
- 2003: Der Herr der Ringe: Die Rückkehr des Königs als Baumbart/ Gimli

Marcello Mastroianni
- 1986: Ginger und Fred als Pippo Botticella (Fred)
- 1987: Schwarze Augen als Romano
- 1995: Hundert und eine Nacht als Der italienische Freund
- 1996: Erklärt Pereira als Pereira

El Hedi ben Salem
- 1973: Welt am Draht als Leibwache
- 1974: Angst essen Seele auf als Ali
- 1975: Faustrecht der Freiheit als Salem

Robbie Coltrane
- 1996–2006: Für alle Fälle Fitz (Fernsehserie) als Dr. Eddie „Fitz“ Fitzgerald
- 2009: Der Grüffelo als Grüffelo
- 2011: Das Grüffelokind als Grüffelo

Michael Gambon
- 2007: Harry Potter und der Orden des Phönix als Prof. Albus Dumbledore
- 2009: Harry Potter und der Halbblutprinz als Prof. Albus Dumbledore
- 2011: Harry Potter und die Heiligtümer des Todes – Teil 2 als Prof. Albus Dumbledore

Pierre Tornade
- 1985: Asterix – Sieg über Cäsar als Obelix
- 1986: Asterix bei den Briten als Obelix

### Filme
- 1966: Leroy Haynes in Die Schatzinsel als Abraham Gray
- 1969: Pippi Langstrumpf (1969) als Kapitän Langstrumpf
- 1972: Gastone Moschin in Milano Kaliber 9 als Ugo Piazza
- 1974: Ulli Lommel in Fontane Effi Briest als Major Crampas
- 1974: Relja Bašić in Tatort: Acht Jahre später als Brossberg
- 1974: Hiroshi Mizushima in Tom, Crosby und die Mäusebrigade als Tulpe, der Riese
- 1979: Albert Hall in Apocalypse Now als Chief Philipps
- 1981: Chaim Topol in James Bond 007 – In tödlicher Mission als Milos Columbo
- 1985: N. N. in Die Einsteiger als Cowboy
- 1986: Nis Bank-Mikkelsen in Walhalla als Utgard Loki
- 1986: Chuck Low in Mission als Cabeza
- 1989: Oliver Reed in Die Rückkehr der Musketiere als Athos
- 1990: Peterchens Mondfahrt als Der Mondmann (Holzfäller)
- 1991: Dan Aykroyd in My Girl – Meine erste Liebe als Harry Sultenfuss
- 1991: Michael McShane in Robin Hood – König der Diebe als Bruder Tuck
- 1991: Raúl Juliá in Addams Family (1991) als Gomez Addams
- 1993: Jeremy Irons in Das Geisterhaus als Esteban Trueba
- 1994: Felidae als Kong
- 1997: Robert Loggia in Fräulein Smillas Gespür für Schnee als Moritz Jasperson
- 2006: Marc Alfos in Asterix und die Wikinger als Maulaf
- 2013: Das kleine Gespenst als Uhu Schuhu

### Serien
- 1970: Das Kriminalmuseum als Polizist in Olga 12
- 1974: Wickie und die starken Männer als Der schreckliche Sven (2. Stimme), Bullermann
- 1974–1976: Joe E. Ross in Fenn – Hong Kong Pfui als Sergeant Flint
- 1975–1976: Die Biene Maja als Gustav, Hummelgeneral
- 1976: Tom und Jerry als Spike, der Hund
- 1979–1981: Vladimír Menšík in Die Märchenbraut als Karl Majer
- 1982/84: Petr Nárožný in Der fliegende Ferdinand als Friseur Blecher
- 1985: Néstor Garay in Oliver Maass als Renzo
- 1987–1991: Victor French in Ein Engel auf Erden als Mark Gordon
- 1999–2001: Jim Knopf (Zeichentrickserie) als Piratenkapitän der wilden 13

In dem Hörspiel Der kleine Wassermann, nach einem Kinderbuch von Otfried Preußler des Audio Verlags aus dem Jahr 2006 sprach er den Karpfen Cyprinus.